# دميثة
داثن أو دميثة هي مكان يبعد عن غزة 19 كيلاً, عندها أوقع المسلمون بالروم, وكانت أول حرب بينهم حدثت زمن أبي بكر, الذي أرسب عمرو بن العاص في ثلاثة آلاف رجل, فوجه إليهم هرقل أخاه ثيودوروس أو تذارق كما يسميه العرب, وجرى اللقاء عند داثن, أو الداثنة في أواخر عام 12هـ, وهي قرية قديمة كانت عامرة بعهد اليونان الوثنيين قرب دير الداروم, ثم خربت ودمرت بتوالي معارك الحروب عندها, وصارت تعرف بخربة دميثة, ثم حرفت إلى دميتة باتاء بدل الثاء, وهاجر منها أهلها في القرون الأخيرة إلى غزة, ذكرها ياقوت الحموي.
المصدر: إتحاف الأعزة في تاريخ غزة